# Pape Abdou Camara
Pour les articles homonymes, voir Abdou et Camara.
 Pape Abdou Camara, né le 24 septembre 1991 à Pout, est un footballeur sénégalais évoluant comme milieu de terrain défensif.

## Carrière
Camara commence sa carrière en 2007, à l'académie de l'Étoile Lusitana. Il est promu en 2009 dans l'équipe première. 
Le 17 janvier 2010, le Standard de Liège fait signer le milieu de terrain sénégalais de l'Étoile Lusitana jusqu'en juin 2011. Le 16 mai 2010, son club du Standard de Liège confirme qu'il quittera le club à l'été 2010 pour un prêt au club de Saint-Trond. En janvier 2011, le Standard le rappelle pour pallier l'absence pour blessure de Steven Defour. À la suite de sa fin de saison en boulet de canon, le Standard prolonge son contrat jusqu'en juin 2015. 
Le 12 janvier 2012, il signe un contrat de trois ans et demi avec le Valenciennes FC. Il dispute son premier match le 29 janvier 2012 contre Ajaccio en remplaçant Carlos Sánchez à la 65e minute.

## Statistiques
| Saison                | Club                  | Championnat           | Championnat | Championnat | Coupe nationale | Coupe nationale | Coupe de la Ligue | Coupe de la Ligue | Compétition(s) continentale(s) | Compétition(s) continentale(s) | Compétition(s) continentale(s) | Total | Total |
| Saison                | Club                  | Division              | M.          | B.          | M.              | B.              | M.                | B.                | Comp.                          | M.                             | B.                             | M.    | B.    |
| 2009-2010             | Standard Liège        | Ligue Jupiler         | -           | -           | 1               | 0               | -                 | -                 | -                              | -                              | -                              | 1     | 0     |
| 2010-jan 2011         | Saint-Trond (prêt)    | Ligue Jupiler         | 11          | 2           | -               | -               | -                 | -                 | -                              | -                              | -                              | 11    | 2     |
| jan 2011-2011         | Standard Liège        | Ligue Jupiler         | 15          | 0           | 4               | 0               | -                 | -                 | -                              | -                              | -                              | 19    | 0     |
| 2011-jan 2012         | Standard Liège        | Ligue Jupiler         | 5           | 0           | 2               | 0               | -                 | -                 | C1+C3                          | 2+3                            | 0+0                            | 12    | 0     |
| jan 2012-2012         | Valenciennes FC       | Ligue 1               | 11          | 0           | 2               | 0               | -                 | -                 | -                              | -                              | -                              | 13    | 0     |
| 2012-2013             | Valenciennes FC       | Ligue 1               | 6           | 0           | -               | -               | -                 | -                 | -                              | -                              | -                              | 6     | 0     |
| 2013-2014             | Valenciennes FC       | Ligue 1               | -           | -           | -               | -               | -                 | -                 | -                              | -                              | -                              | 0     | 0     |
| 2014-2015             | Valenciennes FC       | Ligue 2               | 8           | 1           | -               | -               | 1                 | 0                 | -                              | -                              | -                              | 9     | 1     |
| Total sur la carrière | Total sur la carrière | Total sur la carrière | 49          | 2           | 9               | 0               | 1                 | 0                 | -                              | 5                              | 0                              | 64    | 2     |

### Carrière internationale
Camara a été international des moins de 17 ans avant d'être sélectionné avec les moins de 21 ans sénégalais (Équipe Olympique).

### Palmarès
- Coupe de Belgique 2011 avec Standard de Liège.
- Vice-champion de Belgique 2011 avec le Standard de Liège